# Felix Scheinberger
Felix Scheinberger (* 1969 in Frankfurt am Main) ist ein deutscher Zeichner, Illustrator und Hochschullehrer. Er hat insbesondere Bücher für Erwachsene illustriert, für Zeitungen und Magazinen gearbeitet  und Lehrbücher verfasst.
Felix Scheinberger hat mit seinen Lehrbüchern Mut zum Skizzenbuch und Wasserfarbe für Gestalter die Urban Sketchers Bewegung in Deutschland und Europa bekannt gemacht.

## Werdegang
Felix Scheinberger studierte in Hamburg Kommunikationsdesign mit Schwerpunkt Illustration bei Klaus Ensikat und Erhard Göttlicher und veröffentlichte später unter anderem bei der Büchergilde Gutenberg sowie beim Verlag Hermann Schmidt Mainz. Bekanntheit erlangte er als Illustrator von Büchern, so etwa durch die Illustration von Paul Austers Im Land der letzten Dinge (2001) oder Thomas Manns Tod in Venedig (2005). 2011 erschien in der Büchergilde Gutenberg Max Frischs Homo Faber. 
Als Dozent für Zeichnen und Illustration war er 2007 an der Hochschule für Angewandte Wissenschaften Hamburg (HAW) und der Fachhochschule Mainz tätig. Im Jahr 2008 hatte er eine Gastprofessur für Zeichnung und Illustration an der Bezalel Academy of Arts and Design Jerusalem.
Seit September 2010 lehrt er Zeichnen und Illustration am Fachbereich Design der Fachhochschule Münster; dies zunächst als Vertretungsprofessor und seit September 2012 als Professor.
Felix Scheinberger ist seit 2008 Mitglied im Kuratorium der Literaturzeitschrift Belletristik. Von 2010 bis 2012 war er stellvertretender Vorsitzender der Illustratoren Organisation (IO), des Berufsverbandes deutschsprachiger Illustratoren. Scheinberger lebt in Berlin.

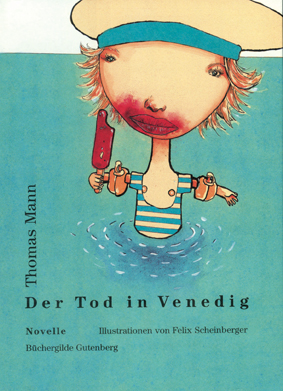
Bucheinband Tod in Venedig

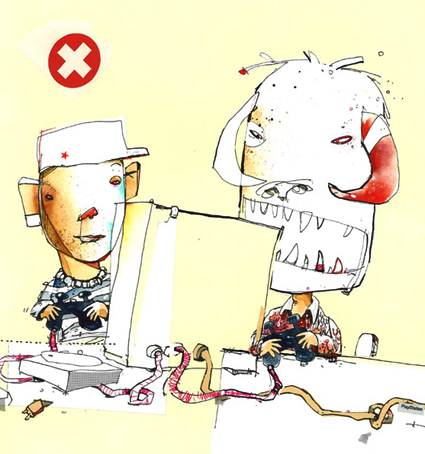
Illustration über Computerspiele

## Werke

### Als Autor
- Mut zum Skizzenbuch. Zeichnen & Skizzieren unterwegs. Hermann Schmidt, Mainz 2009, ISBN 978-3-87439-782-7.
- Wasserfarbe für Gestalter. Hermann Schmidt, Mainz 2011, ISBN 978-3-87439-824-4.
- Illustration – 100 Wege einen Vogel zu malen. Hermann Schmidt, Mainz 2013, ISBN 978-3-87439-833-6.
- Drainting – Die Kunst, malen und zeichnen zu verbinden. Hermann Schmidt, Mainz 2018, ISBN 978-3-87439897-8.
- Tiere zeichnen und verstehen. Hermann Schmidt, Mainz 2023, ISBN 978-3-87439-966-1.

### Als Illustrator
- Im Düsterwald. Ravensburger Buchverlag, Ravensburg 1999.
- Im Land der letzten Dinge. Büchergilde Gutenberg, Frankfurt a. M. 2001.
- Das kalte Herz. Speer Verlag, Zürich 2002.
- Toddel, der mutigste Hase der Welt. Nord Süd Verlag, Zürich 2003.
- Loreley am jungen Rhein. Alpenland Verlag, Vaduz 2003.
- Der Tod in Venedig. Büchergilde Gutenberg, Frankfurt a. M. 2005.
- Aus dem Leben des Manuel Zorn. Ventil Verlag, Mainz 2006.
- Von Skandalen in Journalen. Wolf Schwartz Verlag, Heidelberg 2007.
- Das Haus der Wahrsager. Rowohlt Verlag, Reinbek 2008.
- Homo Faber. Büchergilde Gutenberg, Frankfurt a. M. 2011.
- Dummer August und Kolumbine. Fixpoetry Verlag, Hamburg 2012.
- Erinnerungen an Kupfercreme. Fixpoetry Verlag, Hamburg 2012.
- Seelandschaft mit Pocahontas. Verlag Officina Ludi, Hamburg 2012.
- Hamburg Skizzenbuch. Christophorus Verlag, Freiburg, 2015.
- Hedo Berlin. Skizzen aus dem Berliner Nachtleben Jaja Verlag, Berlin 2016.
- Das MixMax Kochbuch. G&U Verlag München 2019
- Kinder der Nacht, Felix Scheinbergers geheimes Skizzenbuch. EMF Verlag München 2021